# World Seniors Darts Championship
Het World Seniors Darts Championship is het wereldkampioenschap darts voor spelers met een leeftijd boven de vijfenveertig jaar. Tijdens de eerste drie edities mochten er enkel darters ouder dan vijftig deelnemen. De organisatie is in handen van de World Seniors Darts Tour, MODUS Sports en Snooker Legends. De eerste editie vond plaats in februari 2022. Het toernooi wordt gespeeld in Circus Tavern te Purfleet, de locatie waar voorheen het PDC World Darts Championship plaatsvond.

## Opzet
Aan het WK deden anno 2022 24 spelers mee. Twaalf spelers werden uitgenodigd vanwege hun titel op het PDC World Darts Championship of het BDO World Darts Championship. Tien anderen ontvingen eveneens een uitnodiging. De twee overige plaatsen gingen naar de winnaars van de kwalificatietoernooien.  Darters die in het bezit zijn van een Tour Card mogen niet deelnemen.
In 2023 deden er 32 spelers mee. In 2025 werd dit aantal teruggebracht tot 28.

## Finales
| Jaar | Winnaar (Gemiddelde)    | Sets  | Runner-up (Gemiddelde) | Bron  | Plaatsnaam | Evenementenlocatie | Prijzengeld totaal | Prijzengeld voor winnaar | Sponsor     |
| ---- | ----------------------- | ----- | ---------------------- | ----- | ---------- | ------------------ | ------------------ | ------------------------ | ----------- |
| 2022 | Robert Thornton (92.66) | 5 – 1 | Martin Adams (89.06)   | [ 4 ] | Purfleet   | Circus Tavern      | £ 72.500           | £ 30.000                 | JenningsBet |
| 2023 | Robert Thornton (90.57) | 5 – 2 | Richie Howson (90.96)  | [ 5 ] | Purfleet   | Circus Tavern      | £ 80.000           | £ 30.000                 | JenningsBet |
| 2024 | John Henderson (86.72)  | 5 – 0 | Colin McGarry (78.88)  | [ 6 ] | Purfleet   | Circus Tavern      | £ 80.000           | £ 30.000                 | JenningsBet |
| 2025 | Ross Montgomery (82.27) | 5 – 1 | Graham Usher (82.79)   | [ 7 ] | Purfleet   | Circus Tavern      | £ 70.000           | £ 30.000                 | BetGoodwin  |

## Finalisten
| Speler          | Gewonnen | Runner-up | Gespeelde finales |
| --------------- | -------- | --------- | ----------------- |
| Robert Thornton | 2        | 0         | 2                 |
| John Henderson  | 1        | 0         | 1                 |
| Ross Montgomery | 1        | 0         | 1                 |
| Martin Adams    | 0        | 1         | 1                 |
| Richie Howson   | 0        | 1         | 1                 |
| Colin McGarry   | 0        | 1         | 1                 |
| Graham Usher    | 0        | 1         | 1                 |

World Cup Darts (WDF)

1977 · 1979 · 1981 · 1983 · 1985 · 1987 · 1989 · 1991 · 1993 · 1995 · 1997 · 1999 · 2001 · 2003 · 2005 · 2007 · 2009 · 2011 · 2013 · 2015 · 2017 · 2019 · 2021 · 2023
World Darts Championship (BDO)

1978 · 1979 · 1980 · 1981 · 1982 · 1983 · 1984 · 1985 · 1986 · 1987 · 1988 · 1989 · 1990 · 1991 · 1992 · 1993 · 1994 · 1995 · 1996 · 1997 · 1998 · 1999 · 2000 · 2001 · 2002 · 2003 · 2004 · 2005 · 2006 · 2007 · 2008 · 2009 · 2010 · 2011 · 2012 · 2013 · 2014 · 2015 · 2016 · 2017 · 2018 · 2019 · 2020
World Darts Championship (PDC)

1994 · 1995 · 1996 · 1997 · 1998 · 1999 · 2000 · 2001 · 2002 · 2003 · 2004 · 2005 · 2006 · 2007 · 2008 · 2009 · 2010 · 2011 · 2012 · 2013 · 2014 · 2015 · 2016 · 2017 · 2018 · 2019 · 2020 · 2021 · 2022 · 2023 · 2024 · 2025
World Darts Championship (WDF)

2022 · 2023 · 2024
World Seniors Darts Championship (WSDT)

2022 · 2023 · 2024 · 2025